# 丸子川 (秋田県)
丸子川（まるこがわ）は、秋田県美郷町および大仙市を流れる雄物川水系の一級河川である。荒川（あらかわ）、鞠子川（まりこがわ）とも称する。流路延長は六郷東根地先から雄物川合流地点まで16.3キロメートル。

## 地理
秋田県美郷町の黒森山一帯を水源とする。黒森山・真昼嶽・七滝山の麓から西に流れる湯田沢川・善知鳥川・七滝川が六郷東根字妻ノ神のやや上流で合流して丸子川となり、古来灌漑用水として利用されてきた。上流部では「荒川」の名で呼ばれることが多い。藩政期には村同士の水源争いの多かった河川であったが、現在は水利組合がつくられ、谷口にあたる六郷東根字関田に円筒分水工が建設され、「七滝用水」として平等な水分配がなされるようになった。七滝山（標高776.7メートル）は、全国でも稀な土地改良区所有の山林であり、「七滝水源かん養保安林」として「水源の森百選」に指定されている。近年は六郷湧水群を支える「天然のダム」として重視され、毎年植樹がおこなわれている。
丸子川は、六郷東根からは北に蛇行して金沢東根、中野など旧千畑町内を流れ、上野田より西は旧仙北町の高梨地域を北西に流れ、払田川を合わせて高梨字金堀の地で川口川・矢島川を合わせて西へ、また西南西へと緩く蛇行して流れ、大曲丸子町で窪堰川を合わせて大曲中心市街を西に流れ、大曲船場町にて雄物川に注いでいる。
丸子川は、1896年（明治29年）8月31日に発生した陸羽地震（千屋断層の活動）により流路が変化。高梨付近で堤防が壊れて、水田があった場所を1キロほど流れるようになった歴史がある。
横手盆地の扇状地中もっとも典型的な六郷扇状地を形成した主川である。旱魃被害が生じやすかった高梨地区では丸子川から取水した上堰・下堰によって用水を補給している。
河口は江戸時代から明治時代まで雄物川水運の船着き場であり、両岸には浜蔵、舟宿、酒屋、舟大工、駄賃屋などが集中しており、今日の大曲市街地中心部の基礎を築いた。

## 治水
上流の六郷東根に潟尻ダム、六郷ダムがある。

## 主な支流
- 信倉沢
- 湯田沢川
- 善知鳥川
- 七滝川
- 払田川
- 川口川
- 八島川
- 窪堰川

## 主な橋梁
- 大盛橋
- 丸子橋
- 館の橋

## その他
昭和初期、ドイツ人建築家のブルーノ・タウトが大曲を訪れた時に、丸子橋から眺めた月夜を絶賛した記録がある。